# Siurai Urai
Siurai Urai is een bestuurslaag in het regentschap Aceh Selatan van de provincie Atjeh, Indonesië. Siurai Urai telt 128 inwoners (volkstelling 2010).